# きたかみ (護衛艦)
きたかみ（ローマ字：JDS Kitakami, DE-213→ASU-7016）は、海上自衛隊の護衛艦。いすず型護衛艦の3番艦。艦名は北上川に由来し、この名を受け継いだ日本の艦艇としては、旧海軍の球磨型軽巡洋艦「北上」に続き2代目にあたる。

## 艦歴
「きたかみ」は、第1次防衛力整備計画に基づく昭和35年度計画乙型警備艦1213号艦として、石川島播磨重工業東京工場で1962年7月7日に起工され、1963年6月21日に進水、1964年2月27日に就役し、同日付で第3護衛隊群隷下に新編された第32護衛隊に「おおい」とともに編入され大湊に配備された。
本艦は1、2番艦と兵装が異なり海上自衛隊の艦艇として初めてボフォース・ロケット発射機及び3連装短魚雷発射管が装備された。
1968年10月、艦尾の爆雷投下軌条及び爆雷投射機が撤去され、VDS（可変深度ソナー）が装備された。
1968年12月16日、第32護衛隊が大湊地方隊隷下に編成替え。
1990年1月31日、第32護衛隊が廃止となり、特務艦に種別変更され、艦籍番号がASU-7016に変更。大湊地方隊に直轄艦として編入。なお、特務艦への改造工事で長魚雷発射管が撤去されている。
1993年11月16日、除籍。就役中の総航程は63万3,300浬に達し、地球約29.7周分。翌年岡山県岡山市で解体された。